# Moritz von Ertl
Moritz rytíř von Ertl (14. ledna 1859 Vídeň – 1. července 1934 Vídeň), byl rakousko-uherský, respektive předlitavský státní úředník a politik, v roce 1917 ministr zemědělství Předlitavska.

## Biografie
Působil jako sekční šéf na ministerstvu zemědělství.
Za vlády Ernsta Seidlera se stal ministrem zemědělství jako provizorní správce rezortu. Funkci zastával od 23. června 1917 do 30. srpna 1917.